# Anodocheilus elizabethae
Anodocheilus elizabethae är en skalbaggsart som beskrevs av Young 1974. Anodocheilus elizabethae ingår i släktet Anodocheilus och familjen dykare. Inga underarter finns listade i Catalogue of Life.